# محمد فاروق (لاعب كرة القدم، مواليد 1989)
محمد فاروق (14 سبتمبر 1989 في القاهرة) هو لاعب كرة قدم مصري يلعب كمهاجم.

## مسيرته مع الأندية
بدأ محمد فاروق مسيرته مع المقاولون العرب قبل انتقاله إلى الأهلي عام 2014 ليحمل رقم 22 بعد المعتزل محمد أبو تريكة. بعدها انتقل إلى وادي دجلة والإنتاج الحربي، قبل أن يعود إلى المقاولون العرب.

## مسيرته مع المنتخب
أول مشاركة دولية كانت تحت إدارة شوقي غريب ضد البوسنة والهرسك عام 2014.

## روابط خارجية
- محمد فاروق على موقع قاعدة بيانات كرة القدم.إي يو (الإنجليزية)
- محمد فاروق على موقع ناشيونال فوتبول تيمز (الإنجليزية)
- محمد فاروق على موقع Soccerway.com (الإنجليزية)